# Ctenoplusia fulgens
Ctenoplusia fulgens là một loài bướm đêm trong họ Noctuidae.